# Xiao Wu
Xiao Wu (小武, noto anche come Pickpocket) è un film del 1997 diretto da Jia Zhangke, al suo esordio cinematografico.

## Trama
1997, la Cina riprende la sovranità di Hong Kong. A Fenyang, una piccola città di provincia, vive il borsaiolo Xiao Wu. A differenza di Xiao Wu, i suoi colleghi hanno quasi tutti abbandonato l'attività illegale per trasformarsi in piccoli commercianti e ormai lo evitano e lo escludono dalla loro vita. Xiao Wu si sente solo, ma non fa nulla per cambiare la situazione. S'innamora di una prostituta incontrata in un karaoke: la donna sembra interessata a lui, ma poi lo lascia quando trova un partito economicamente migliore. Litiga con la sua famiglia e trascina la sua vita senza prospettive e speranze, finché viene arrestato.

## Produzione
Interamente realizzato con attori non professionisti, Xiao Wu è stato girato a Fenyang, città natale del regista, in 16 millimetri. Il budget per la produzione è stato di 400 000 ¥, corrispondenti a circa 50 000 €.

## Distribuzione
La pellicola è stata censurata in Cina a causa della rappresentazione delle condizioni di vita nella piccola cittadina di Fenyang, situata nella provincia dello Shanxi. Xiao Wu vide una prima distribuzione nel territorio statunitense nel 1999.

## Riconoscimenti
- 1998 – Festival des 3 Continents
  - Mongolfiera d'oro
- 1998 – Festival internazionale del cinema di Berlino
  - Premio NETPA
  - Premio Wolfgang Staudte